# Сома (род)
Сома (яп. 相馬氏 Сома-си) — японский самурайский род, правивший северным регионом Хамадори южной провинции Муцу в регионе Тохоку на севере Японии более 700 лет, начиная с периода Камакура и заканчивая Реставрацией Мэйдзи в 1868 году. Сома заявили о своем происхождении от рода Тайра через клан Тиба и получили свое название от территории клана Тиба в округе Сома северной провинции Симоса. Клан Сома перенес свою резиденцию из Симосы в провинцию Муцу в начале периода Камакура и был утвержден в качестве дайме домена Сома Накамура при сегунате Токугава периода Эдо.
Во время Войны Босин 1868—1869 годов род Сома сражался на территории Северного союза, поддерживая режим Токугавы. После реставрации Мэйдзи глава клана Сома стал частью пэрства (кадзоку), а Сома Аританэ получил титул сисяку (виконт).

## Происхождение

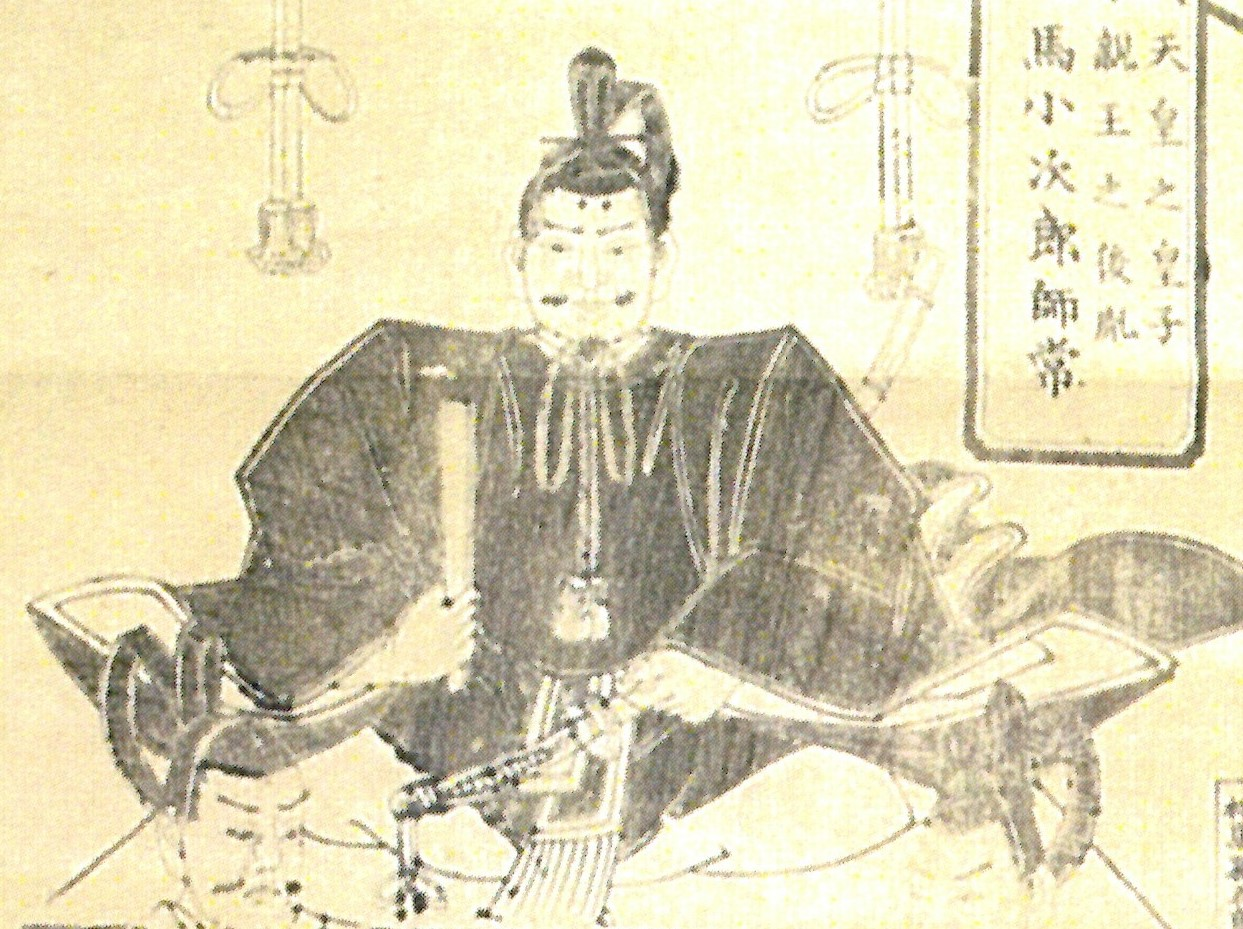
Сома Мороцунэ

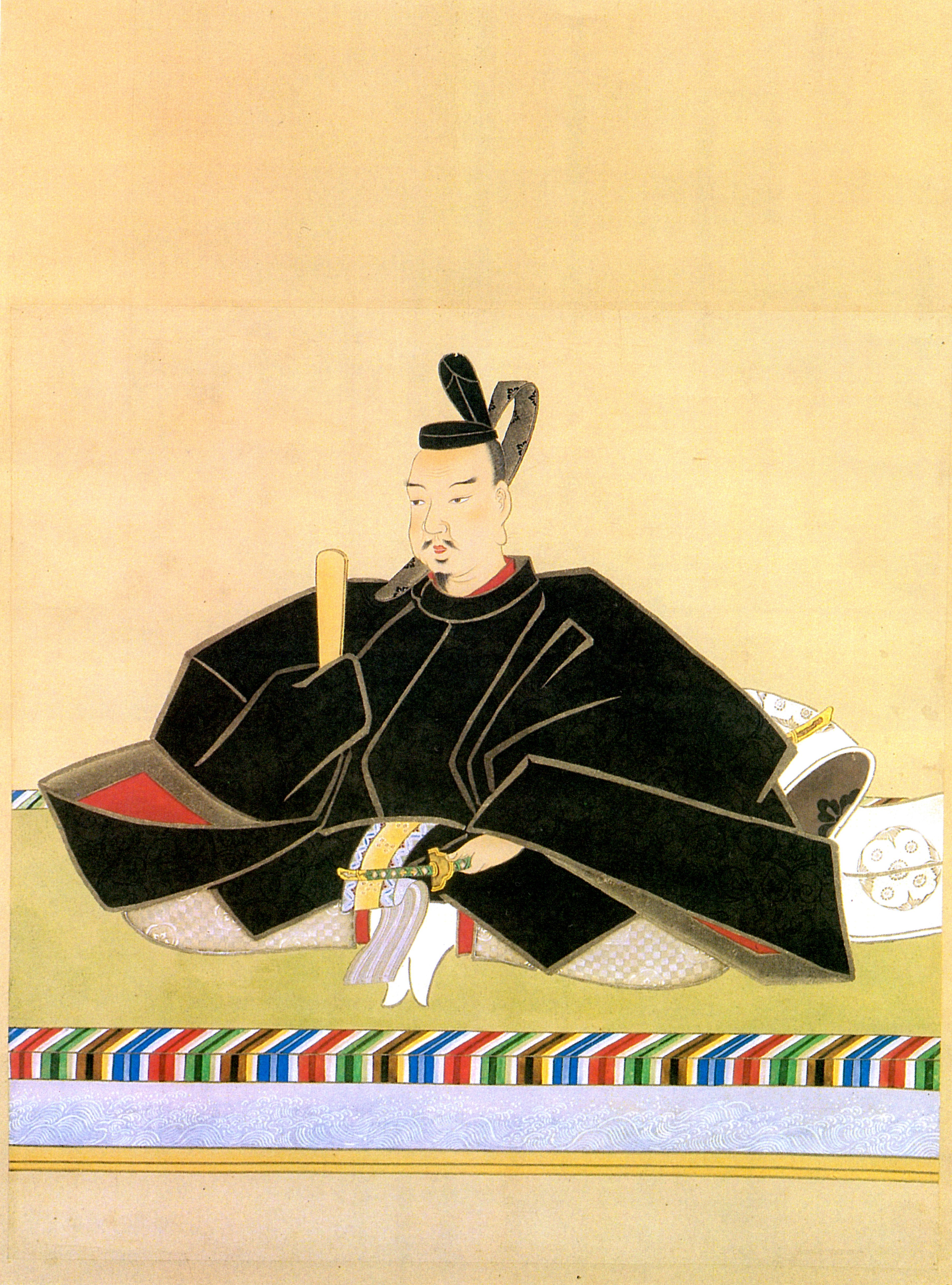
Сома Масатанэ, 5-й даймё Сома-хана

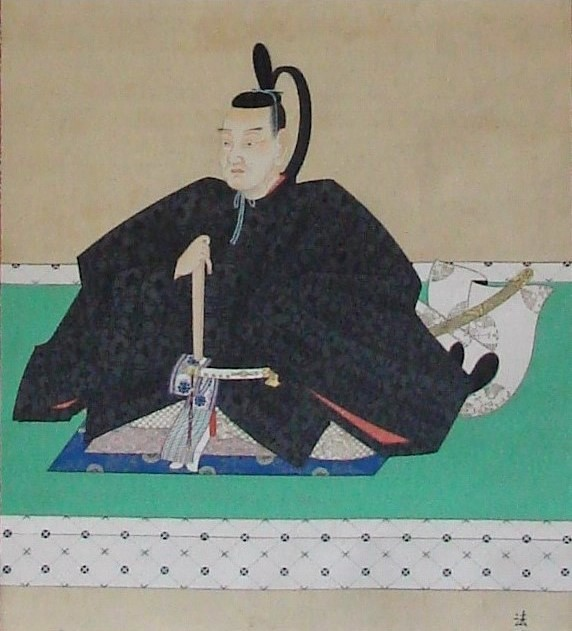
Сома Моротанэ, 8-й даймё Сома-хана

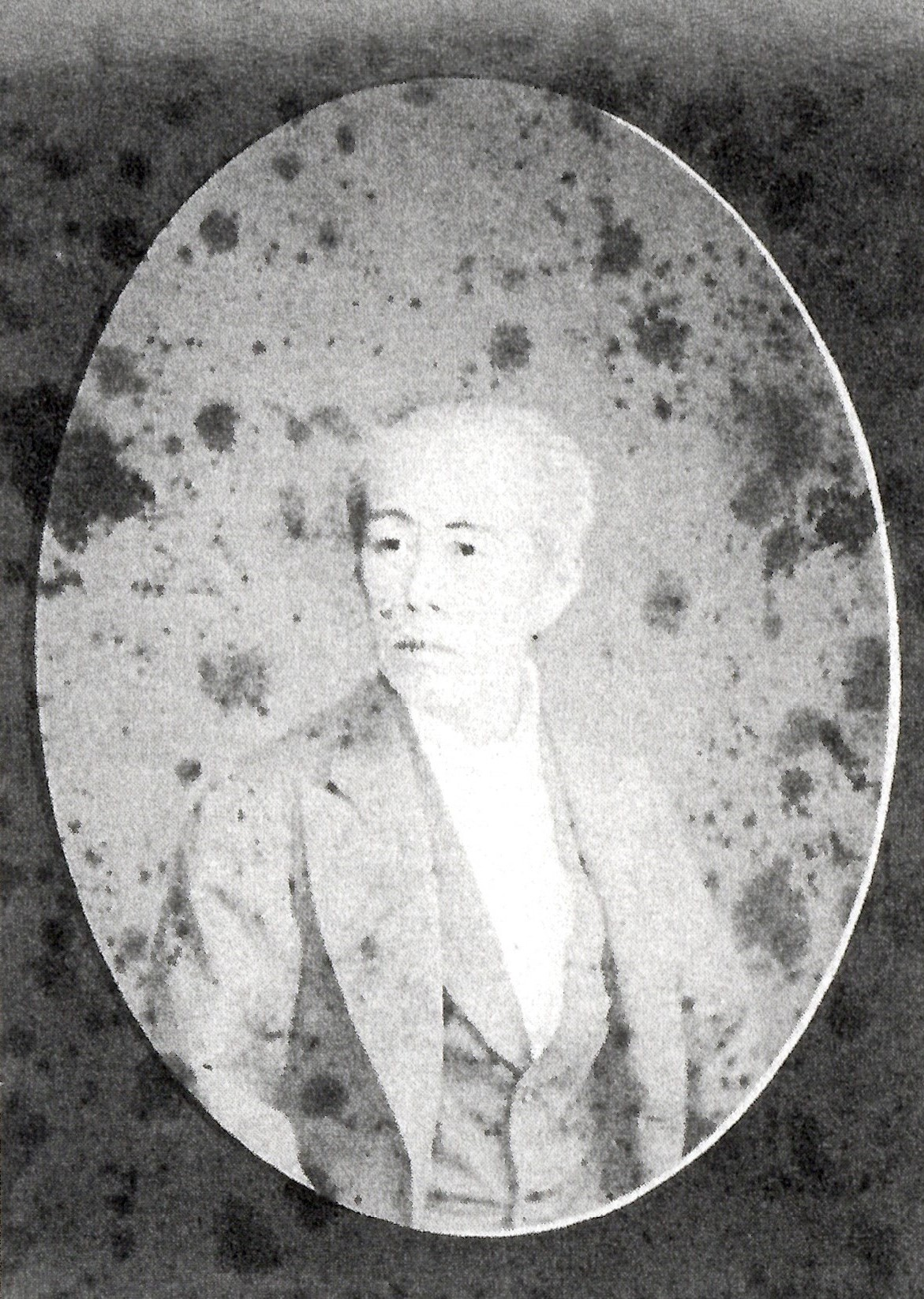
Сома Мицутанэ, 12-й даймё Сома-хана

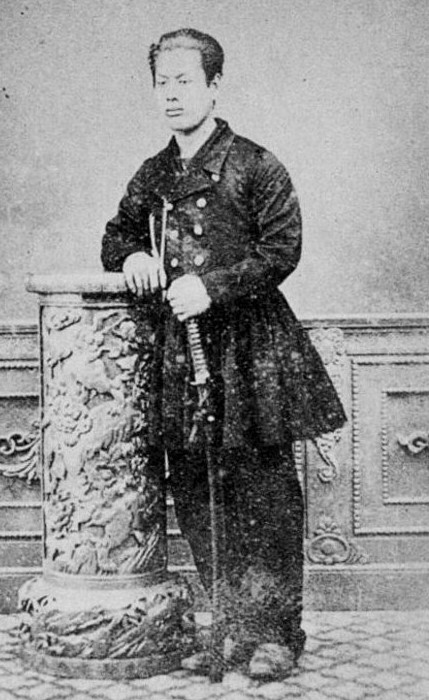
Сома Томотанэ, 13-й даймё Сома-хана

Сома Мороцунэ был младшим сыном Тиба Цунэтанэ, и вместе со своим отцом был самураем на службе у Минамото-но Ёритомо. Он взял свое имя от Сома Микурия, сёэна, контролируемого храмом Исэ на территории современной северо-западной префектуры Тиба, который поставлял лошадей для храма и императорского двора. Он сопровождал Ёритомо в завоевании Хираидзуми Фудзивара в 1189 году и был награжден поместьями, охватывающими три района южного Муцу: Намеката, Синеха и Уда.
В период Нанбокутё, последовавший за падением сегуната Камакура, Сома были одним из немногих родов в Муцу, сохранивших верность Северному двору.

## Период Сэнгоку

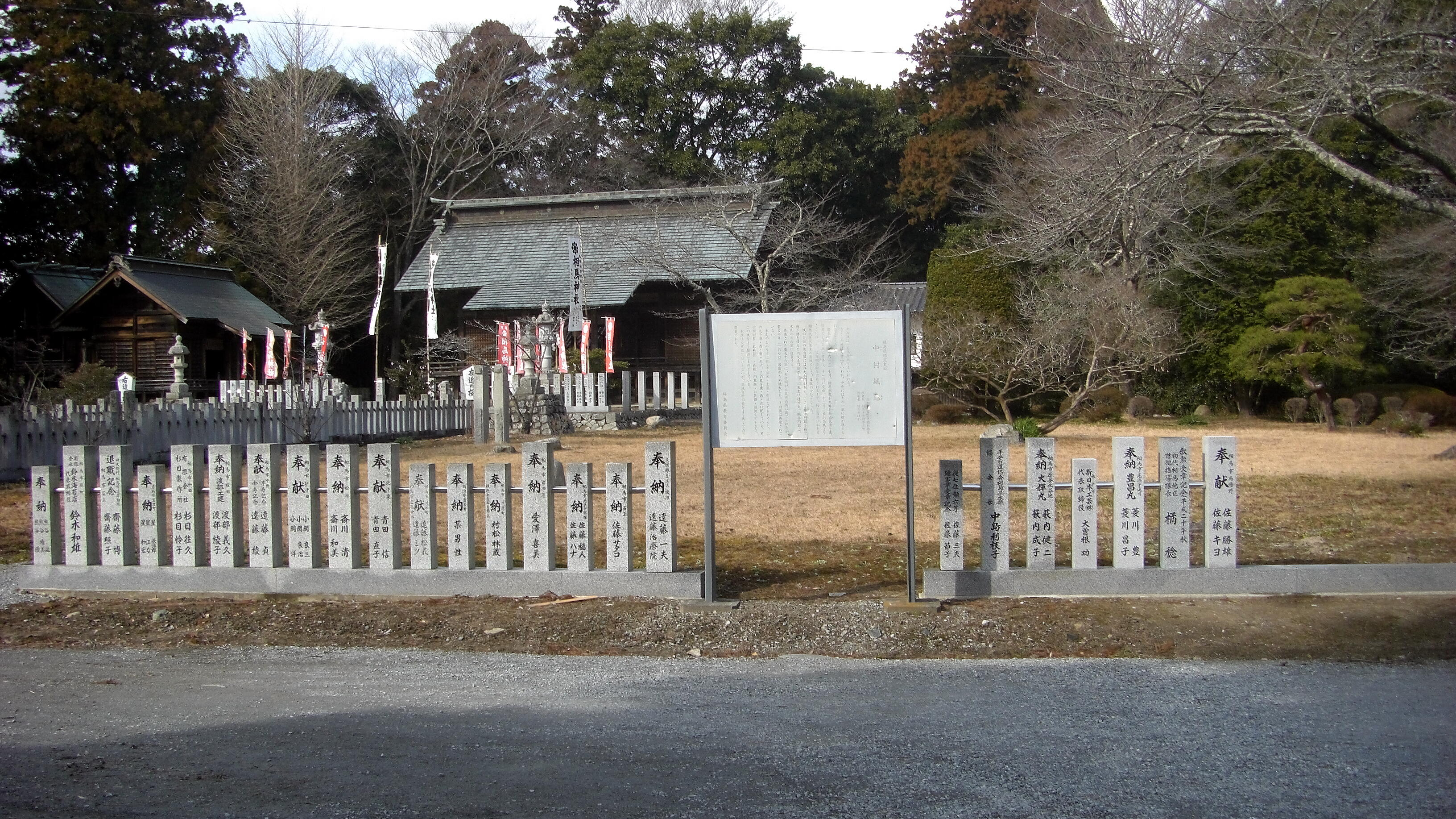
Святилище Сома, где предки клана Сома почитаются как ками

Хотя Сома были небольшим региональным княжеством, их территория была зажата между гораздо более могущественным родом Сатакэ на юге и родом Датэ на севере. Датэ под руководством Датэ Масамунэ были особенно агрессивными и экспансионистскими, и, несмотря на усилия 16-го наследственного вождя Сомы Еситанэ (1558—1635) оставаться в стороне от конфликтов периода Сэнгоку, Датэ вторгался в его владения 30 раз. И Сома Ёситанэ, и Датэ Масамунэ покорились Тоётоми Хидэёси при осаде Одавары.
Во время битвы при Сэкигахаре клан Сома пытался сохранять нейтралитет, опасаясь могущественного клана Сатакэ на юге, который был связан с Исидой Мицунари брачными узами. Новый сегунат Токугава первоначально решил захватить территории Сома, но благодаря вмешательству нескольких высокопоставленных вассалов сегунат смягчился и назначил Сому Тоситанэ тодзама-даймё с владениями в 60 000 коку Сома Накамура-хан, которые включали их традиционные владения.

## Период Эдо
Сома Тоситанэ женился на приемной дочери сегуна Токугавы Хидэтады, чтобы еще больше укрепить свое положение, и перенес свою резиденцию из замка Одака в замок Сома Накамура, построив город-замок, спроектированный по образцу Киото. Он также спонсировал разработку керамики Сома.
Последующая история владения прошла в основном без происшествий, и клан Сома сохранил свои владения на протяжении всего периода Эдо, просуществовав до Реставрации Мэйдзи.
Официальная кокудака домена Сома официально составляла 60 000 коку, но фактическая кокудака составляла почти 100 000 коку.

## Война Босин
Во время войны Босин 1868—1869 годов клан Сома первоначально пытался сохранять нейтралитет, поскольку при Соме Тоситанэ владения были относительно небольшими и имели незначительные вооруженные силы. Однако после поражения войск Токугавы в битве при Тоба-Фусими в феврале 1868 года более могущественные соседи (в том числе даймё Ивакитайра и Сэндай) вынудили его присоединиться к Северному союзу. Силы союза Саттё продвинулись через регион Хамадори и захватили замок Накамура, оказав лишь символическое сопротивление несколько месяцев спустя. Его предшественник, Сома Мититанэ, официально сдался правительству Мэйдзи; однако домен не был наказан, и новое правительство восстановило Тоситанэ в должности губернатора домена до отмены системы хан в 1871 году.

## Эпоха Мэйдзи и за ее пределами
В первые годы эпохи Мэйдзи инцидент с Сомой стал крупным политическим скандалом. 14 апреля 1879 года бывший дайме домена Накамура Сома, Сома Тоситанэ, был помещен правительством под домашний арест после того, как члены семьи подали петицию, обвинив его в психической неуравновешенности. 10 декабря 1885 года один из его бывших слуг, Нисигори Такэкиё, подал иск, обвинив этих родственников во главе с младшим братом Тоситанэ, Сомой Аританэ, в том, что они выдвинули ложные обвинения, приведшие к тюремному заключению Тоситанэ, с целью присвоения денежных средств бывшего владения. Клан Сома нанял известного адвоката Хоси Тору для защиты своего дела, которое продолжалось годами, поскольку юридическое определение невменяемости и квалификация, необходимая врачу для признания человека умственно неполноценным, еще не были определены в японской юриспруденции. После смерти Тоситанэ в 1892 году Нисигори обвинил подсудимых в том, что они убили его с помощью яда. Однако, после того, как вскрытие не выявило никаких доказательств, Нисикори был привлечен к ответному иску за клевету и приговорен к четырем годам тюремного заключения.
Маркиз Сома Аритане (1863—1919) был 30-м наследственным вождем клана и в 1910 году приобрел поместье Цубо в Токио в 15 000 к западу от семьи Коноэ. Его сын, маркиз Сома Такетанэ (1889—1936), служил в агентстве императорского двора и сопровождал принца Ясухико Асаку во Францию, где он увлекся гольфом. Его сын, маркиз Сома Ясутанэ (1913—1994), был женат на дочери Одзаки Юкио. Он также служил в Агентстве императорского двора и был 8-м председателем Японской ассоциации владельцев скаковых лошадей. Он был в значительной степени ответственен за возрождение традиционного фестиваля Сома Номаои. Он также занимал пост мэра города Сома. Нынешний глава клана, 34-й наследственный вождь — Сома Юкитанэ, внук Сомы Ясутанэ.